# Taufbecken (Saint-Ouen-la-Rouërie)

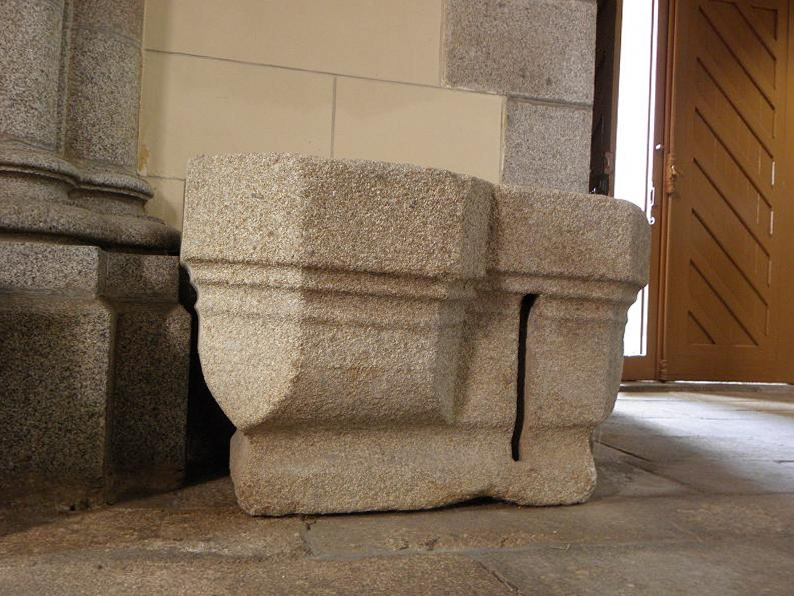
Taufbecken in Saint-Ouen-la-Rouërie

Das Taufbecken in der katholischen Kirche St-Ouen in Saint-Ouen-la-Rouërie, einem Ortsteil der französischen Gemeinde Val-Couesnon im Département Ille-et-Vilaine in der Region Bretagne, wurde im 16. Jahrhundert geschaffen. Im Jahr 1951 wurde das spätgotische Taufbecken als Monument historique in die Liste der geschützten Objekte (Base Palissy) in Frankreich aufgenommen.
Das Taufbecken aus Granit mit zwei Becken, die aus einem Steinblock gefertigt sind, wurde aus dem Vorgängerbau der heutigen Kirche übernommen. 
Ein Becken diente zur Aufbewahrung des Taufwassers, das andere wurde für die Taufe genutzt.